# It's Late
〈It's Late〉는 퀸의 기타리스트 브라이언 메이가 쓴 곡으로 1977년 음반 《News of the World》에서 밴드가 공연했다.